# San Lorenzo (Italia)
San Lorenzo es un municipio italiano situado en la ciudad metropolitana de Reggio Calabria, en Calabria. Tiene una población estimada, a fines de agosto de 2024, de 2138 habitantes.

## Demografía
| Gráfica de evolución demográfica de San Lorenzo entre 1861 y 2024 |
|                                                                   |
| Fuente: ISTAT - Elaboración gráfica a cargo de Wikipedia          |